# Artelida caligata
Artelida caligata là một loài bọ cánh cứng thuộc phân họ Lepturinae, trong họ Cerambycidae. This bọ cánh cứng is distributed on island của Madagascar.